# Херцогенрат
Херцогенрат (нем. Herzogenrath) — город в Германии, в земле Северный Рейн-Вестфалия.
Подчинён административному округу Кёльн. Входит в состав района Ахен. Население составляет 46708 человек (на 31 декабря 2010 года). Занимает площадь 33,401 км². Официальный код — 05 3 54 016.
Город подразделяется на 3 городских района: Херцогенрат, Меркштайн и Кольшайд.
Граничит с районом Ахена Рихтерих.
На западе граничит с нидерландским городом Керкраде. Одной из достопримечательностей Херцогенрата является улица Нойштрассэ (Neustrasse). По ней проходит граница между Нидерландами и Германией. С нидерландской стороны улица носит название Ньюстраат (Nieuwstraat). Оба названия переводятся одинаково — Новая улица.

## Города-побратимы
- Плерен (Франция, с 1986)[1]

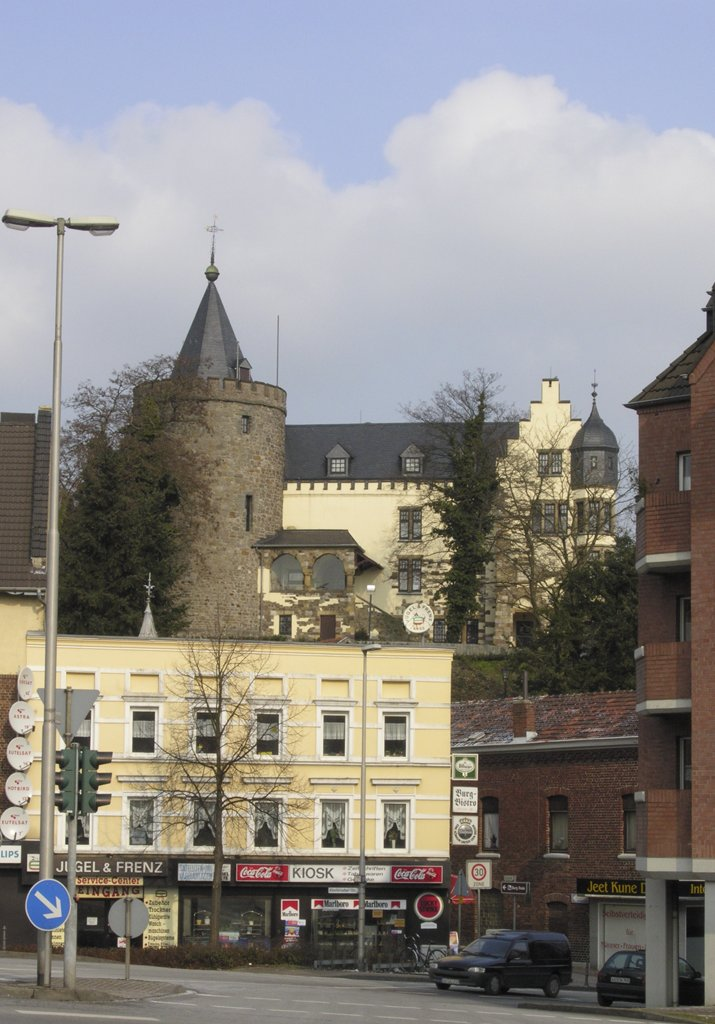
Херцогенрат

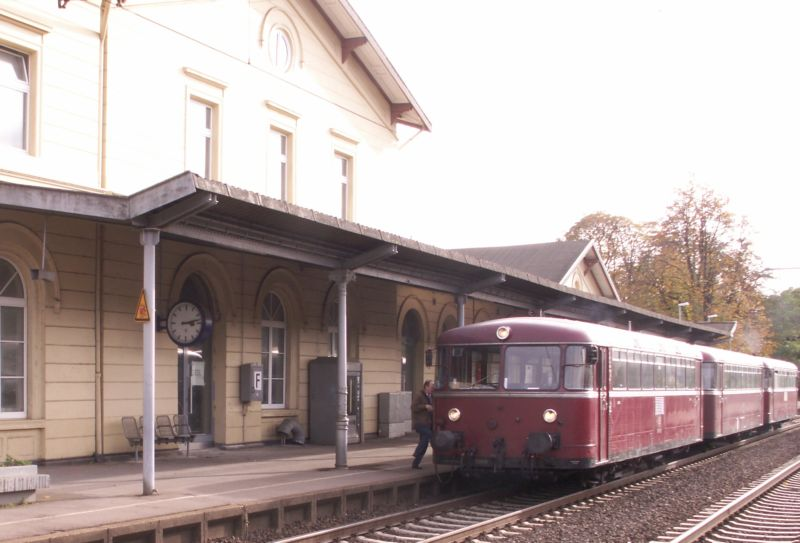
Херцогенрат

## Известные уроженцы и жители
- Ханс-Йоахим Вайссфлог (1923-1995), обер-лейтенант, немецкий герой времён Второй мировой войны.